# Dār Kulayb
Dār Kulayb (arabiska: دَار كُلَيْب) är en ort i Bahrain.   Den ligger i Södra provinsen, i den centrala delen av landet. Antalet invånare är 65 466.
Terrängen runt Dār Kulayb är platt. Närmaste större samhälle är Manama, 18,1 kilometer norr om Dār Kulayb.
Trakten runt Dār Kulayb är ofruktbar med lite eller ingen växtlighet.